# Adelly Oliveira Santos
Adelly Oliveira Santos (Londrina ou Cambé, 8 de julho de 1987) é uma atleta brasileira.
Em 2015, integrou a delegação que disputou os Jogos Pan-Americanos de Toronto.

## Marcas
100 m com barreiras
- Campeã do Troféu Brasil/2015 (13s06)[1]
- Vice-campeã do Troféu Brasil/2014 (13s68)[1]
- Campeã no Torneio FPA Adulto, em Campinas/2013 (13s42)[1]
- Vice-campeã no Torneio FPA Adulto São Paulo/2013 (13s56)[1]
- Medalha de bronze no Troféu Brasil em 2009 e 2011 (13s68 e 13s55)[1]
- 5º lugar no GP de Belém/2010 (13s68)[1]
- 4º lugar no Troféu Brasil/2008 (13s92)[1]